# 케이티 프루잇
케이티 프루잇(영어: Katie Pruitt, 1994년 3월 4일 ~ )는 미국의 싱어송라이터이다. 조지아주 애틀랜타 출신으로 테네시주 내슈빌의 벨몬트 대학교에 입학하였다. 2019년 라운더 레코드(Rounder Records)에서 데뷔 앨범 《Expectations》를 냈다.

## 음반 목록
- Expectations (2019)